# Philesia magellanica

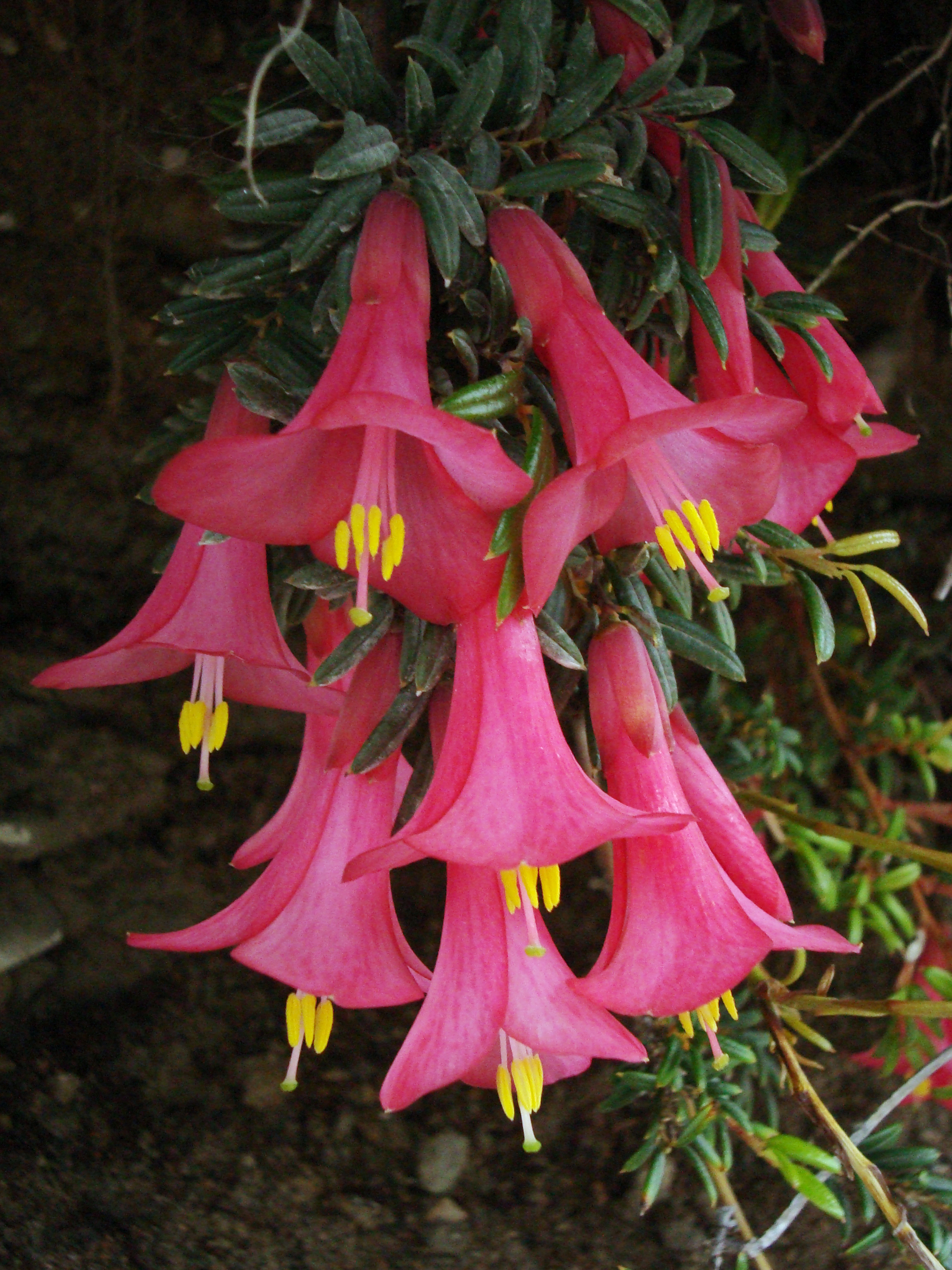
Kwiaty

Philesia magellanica J.F.Gmel. – gatunek niskopączkowych lub jawnopączkowych roślin z monotypowego rodzaju Philesia z rodziny Philesiaceae, endemiczny dla południowej Ameryki Południowej, gdzie występuje w lasach iglastych i bukanowych, w południowym Chile, na obszarze od Los Lagos do Magallanes, oraz w południowej Argentynie. Nazwa naukowa rodzaju pochodzi od greckiego słowa φίλης (philes – ukochany); epitet gatunkowy odnosi się do Cieśniny Magellana, nawiązując do miejsca występowania tych roślin.

## Morfologia
PokrójZimozielone krzewy, osiągające wysokość 1 metra.
PędyRośliny tworzą krótkie podziemne kłącza. Pędy naziemne zdrewniałe, cylindryczne, żółtawe, wzniesione, niepnące.
LiścieUlistnienie naprzemianległe. Liście bardzo twarde, podługowate, o szczecinowatym wierzchołku, osiągające wymiary 2–3×0,5–0,7 cm. Ogonki liściowe ciemnozielone doosiowo i jasnozielone odosiowo.
KwiatyKwiaty obupłciowe, pojedyncze, szypułkowe, sześciopręcikowe. Okwiat pojedynczy. Listki okwiatu czerwonawe lub różowe, położone w dwóch okółkach po trzy, zewnętrzne dużo krótsze od wewnętrznych, wewnętrzne dzwonkowate, o długości do 6 cm. Nitki pręcików zrośnięte w dolnej połowie.
OwoceNiemal kuliste, żółtawe jagody o średnicy 1,4–1,5 cm.
GenetykaLiczba chromosomów 2n = 38.

## Systematyka
Pozycja rodzaju według APWeb (aktualizowany system APG IV z 2016)Rodzaj wyróżniony jest w rodzinie Philesiaceae, zaliczanej do rzędu liliowców w kladzie roślin jednoliściennych (monocots).
Pozycja rodzaju w innych systemachW systemie Cronquista z 1981 roku rodzaj zaliczany był do rodziny kolcoroślowatych (Smilacaceae) w rzędzie liliowców, podklasie liliowych w klasie jednoliściennych. W systemie Takhtajana z 1997 roku rodzaj zaliczony został do rodziny Philesiaceae, zaklasyfikowanej do rzędu Smilacales  w nadrzędzie Dioscoreanae, w podklasie liliowych wyróżnionej w klasie jednoliściennych. W ostatniej wersji tego systemu, opublikowanej w roku 2009, autor zmienił jedynie klasyfikację rzędu Smilacales do nadrzędu liliopodobne Lilianae w tej samej podklasie.

## Zastosowanie
Philesia magellanica jest uprawiana jako ozdobna roślina ogrodowa. Wymaga gleb próchniczych, wilgotnych i przepuszczalnych oraz stanowiska półcienistego. Nie jest rośliną mrozoodporną (strefy mrozoodporności 9–11).